# Jeanno Gaussi
Jeanno Gaussi (* 1973 in Kabul) ist eine afghanisch-deutsche Videokünstlerin.

## Leben und Werk
Gaussi wuchs in Kabul, Delhi und Berlin auf. Nach ihrem Grafikdesign-Studium war sie Teilnehmerin zahlreicher Artist-in-Residence-Programme in verschiedenen Ländern, bei denen sie nicht nur an Videos, sondern auch an Installationen arbeitete. Seit 2006 ist sie künstlerisches Mitglied der Volksbühne Berlin. Sie war Mitbegründerin des Artspace NewYorkRioTokyo e.V. und der Galerie E4* in Berlin.
Ihr Film Three Notes wurde bei den 54. Internationalen Kurzfilmtagen in Oberhausen mit dem ersten Preis ausgezeichnet. Gaussi war Teilnehmerin der dOCUMENTA (13) in Kassel und 2017 Teilnehmerin von Rohkunstbau.